# 第三届全国智力运动会
第三届全国智力运动会于2015年9月12－22日在山东省枣庄举行。，比赛设围棋、象棋、国际象棋、五子棋、国际跳棋共6个大项56个小项。山东当地的特色趣味棋牌项目——够级作为表演项目。本次运动会的主题宣传口号是“弈动齐鲁风，智绘中国梦”。

## 国际象棋
在台儿庄清御园君廷酒店举行
| 項目             | 金牌           | 银牌           | 铜牌           |
| 男子个人快棋     | 余泱漪（北京） | 王玥（天津）   | 马群（天津）   |
| 男子团体         | 上海队         | 重庆队         | 山东队         |
| 女子个人快棋     | 黄茜（重庆）   | 赵雪（北京）   | 雷挺婕（重庆） |
| 女子团体         | 上海           | 江苏           | 北京           |
| 少年男子个人快棋 | 李荻（四川）   | 许翔宇（北京） | 刘言（重庆）   |
| 少年男子团体     | 重庆           | 四川           | 山东           |
| 少年女子个人快棋 | 楚若桐（上海） | 袁烨（江苏）   | 姚岚（江苏）   |
| 少年女子团体     | 浙江           | 四川           | 重庆           |
| 少年混合团体     | 深圳           | 上海           | 重庆           |
| 大学生团体       | 天津           | 上海           | 湖北           |

## 围棋
在枣庄颐正园大酒店举行
| 項目                 | 金牌                  | 银牌               | 铜牌               |
| 男子团体             | 湖北                  | 重庆               | 江苏               |
| 女子团体             | 江苏                  | 上海               | 湖北               |
| 混合双人             | 芈昱廷/於之莹（江苏） | 檀啸/鲁佳（湖北）  | 常昊/唐奕（上海）  |
| 少年个人             | 蒋其润（浙江）        | 丁浩（煤矿）       | 李维清（上海）     |
| 大学生个人           | 秦悦欣五段（湖北）    | 李轩豪五段（重庆） | 佟禹林四段（上海） |
| 专业（职业）男子个人 | 唐韦星（江苏）        | 柯洁（云南）       | 杨鼎新（重庆）     |
| 专业（职业）女子个人 | 芮迺伟（上海）        | 王爽（山东）       | 王晨星（江苏）     |
| 专业（职业）男子快棋 | 芈昱廷（江苏）        | 彭立尧（山东）     | 戎毅（广东）       |
| 专业（职业）女子快棋 | 於之莹（江苏）        | 陆敏全（厦门）     | 唐奕（上海）       |
| 业余男子个人         | 王琛（辽宁）          | 胡傲华（煤矿）     | 唐崇哲（广西）     |
| 业余女子个人         | 刘慧玲（湖北）        | 赵一方（山东）     | 孙冠群（黑龙江）   |

## 象棋
在滕州滕州宾馆举行
| 項目           | 金牌           | 银牌             | 铜牌           |
| 专业组男子快棋 | 洪智（上海）   | 郑惟桐（四川）   | 汪洋（湖北）   |
| 专业组女子快棋 | 左文静（湖北） | 王琳娜（黑龙江） | 张国凤（江苏） |
| 青年组女子个人 | 梁妍婷（四川） | 张婷婷（河北）   | 王铿（浙江）   |
| 青年组男子个人 | 李翰林（山东） | 赵金成（山东）   | 赵殿宇（河北） |
| 专业组女子个人 | 陈青婷（浙江） | 唐丹（北京）     | 陈幸琳（广东） |
| 专业组男子个人 | 王天一（四川） | 蒋川（北京）     | 赵鑫鑫（浙江） |
| 大学生混合团体 | 上海           | 天津             | 北京           |
| 少年混合团体   | 山东           | 浙江             | 河北           |
| 专业组男子团体 | 上海           | 四川             | 北京           |
| 专业组女子团体 | 北京           | 广东             | 江苏           |
| 业余混合团体   | 天津           | 江苏             | 四川           |

## 桥牌
在台儿庄兰琪会馆举行
| 項目         | 金牌                  | 银牌                  | 铜牌                  |
| 青年男子双人 | 郝祥兵/沈冠宇（湖北） | 陶涌/唐志（安徽）     | 魏宏济/孙世昱（北京） |
| 青年女子双人 | 傅博/李含笑（上海）   | 夏媚/何林烨（湖北）   | 罗星/李筱婷（四川）   |
| 混合团体     | 浙江                  | 北京                  | 湖北                  |
| 混合双人     | 冉静蓉/王晓静（江苏） | 梁艺艺/林亚夫（山西） | 章瑜/陈岗（浙江）     |
| 青年男子团体 | 北京                  | 湖北                  | 浙江                  |
| 青年女子团体 | 上海                  | 北京                  | 湖北                  |
| 男子团体     | 云南                  | 上海                  | 河北                  |
| 女子团体     | 上海                  | 山东                  | 江苏                  |
| 男子双人     | 张邦祥/李建伟（深圳） | 李小毅/胡林林（北京） | 刘松/陈纪恩（广东）   |
| 女子双人     | 孙燕慧/周涛（山东）   | 王南/黄艳（江苏）     | 晏华/徐莉（四川）     |

## 国际跳棋
在峄城东方怡源度假村举行
| 項目              | 金牌           | 银牌           | 铜牌           |
| 64格混合团体      | 山东           | 湖北           | 上海           |
| 100格混合团体     | 湖北           | 吉林           | 四川           |
| 100格少年混合团体 | 山东           | 湖北           | 上海           |
| 64格女子个人      | 刘沛（上海）   | 张紫馨（云南） | 管逸飏（湖北） |
| 64格男子个人      | 刘金鑫（湖北） | 尹东恒（上海） | 周浩（湖北）   |
| 100格女子个人     | 张悠（上海）   | 赵汗青（湖北） | 赛娅（吉林）   |
| 100格男子个人     | 周伟（四川）   | 高文龙（湖北） | 王亨鑫（山东） |
| 100格男子少年个人 | 王晨帆（山东） | 泮忆铭（湖北） | 杨浩颖（江苏） |
| 100格女子少年个人 | 耿协铭（湖北） | 戴嘉璐（上海） | 戚镡月（湖北） |

## 五子棋
在滕州鲁班大酒店举行
| 項目         | 金牌           | 银牌           | 铜牌         |
| 男子团体     | 四川           | 辽宁           | 山东         |
| 女子团体     | 湖北           | 四川           | 浙江         |
| 少儿混合团体 | 上海           | 浙江           | 山东         |
| 男子个人     | 祁观（四川）   | 杨彦希（辽宁） | 吴镝（山东） |
| 女子个人     | 黄琼莹（上海） | 李小青（四川） | 刘恂（湖北） |